# Cieszanowice (Kamiennik)
Cieszanowice  (deutsch Tscheschdorf, 1936–1945 Lärchenhain) ist ein Dorf der Landgemeinde Kamiennik im Powiat Nyski in der Woiwodschaft Opole in Polen.

## Geographie

### Geographische Lage
Das Straßendorf Cieszanowice liegt im Südwesten der historischen Region Oberschlesien. Der Ort liegt etwa zwei Kilometer östlich vom Gemeindesitz Kamiennik, etwa 18 Kilometer nordwestlich der Kreisstadt Nysa und etwa 67 Kilometer südwestlich der Woiwodschaftshauptstadt Opole.
Cieszanowice liegt in der Przedgórze Sudeckie (Sudetenvorgebirge) innerhalb der Wzgórza Niemczańsko-Strzelińskie (Nimptsch-Strehlen-Höhen). Der Ort liegt an der stillgelegten Bahnstrecke Otmuchów–Przeworno.

### Nachbarorte
Nachbarorte von Cieszanowice sind im Norden Szklary (Gläsendorf), im Südosten Kłodobok (Klodebach), im Süden Zurzyce (Zauritz) sowie im Westen der Gemeindesitz Kamiennik (Kamnig).

## Geschichte

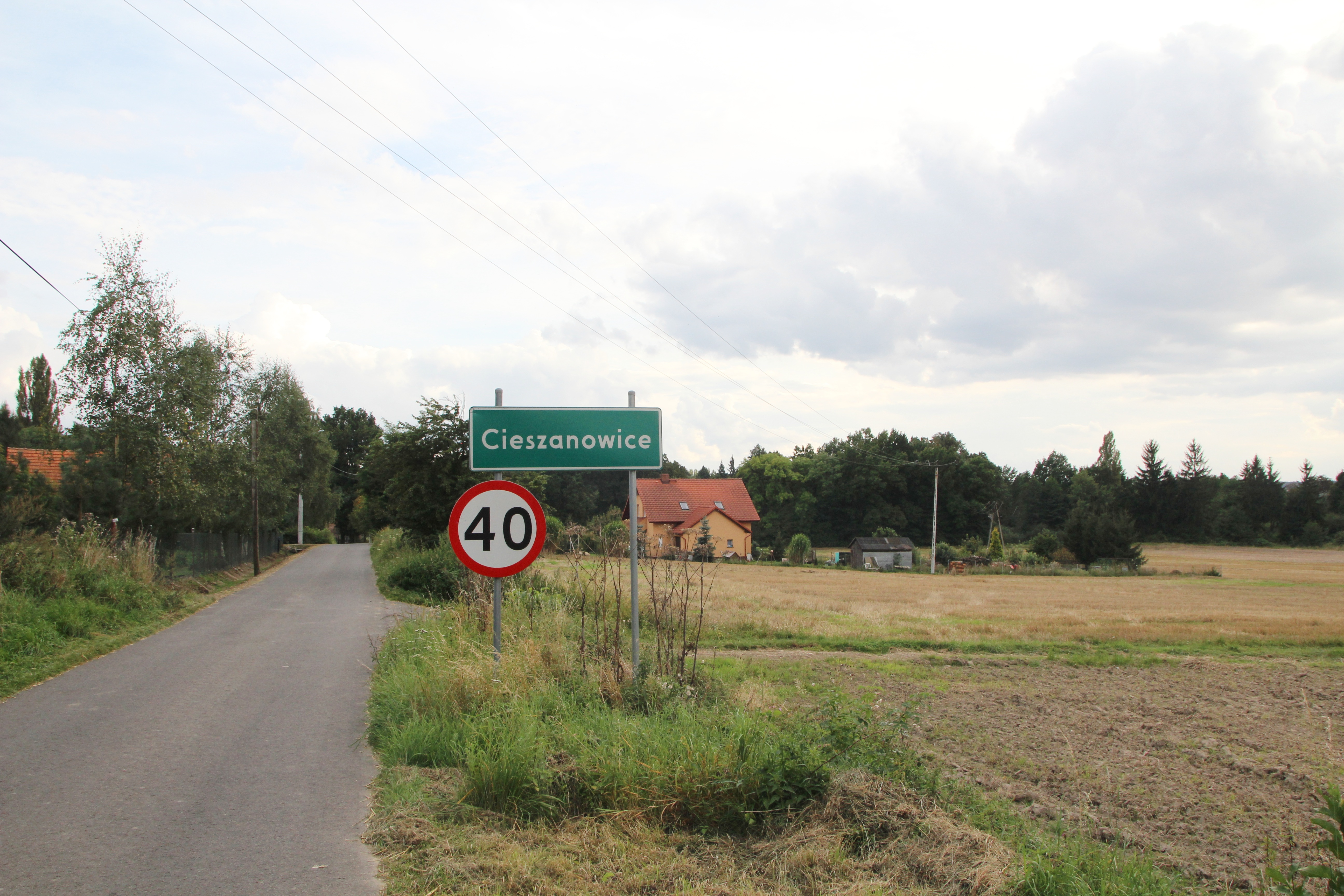
Ortsbild

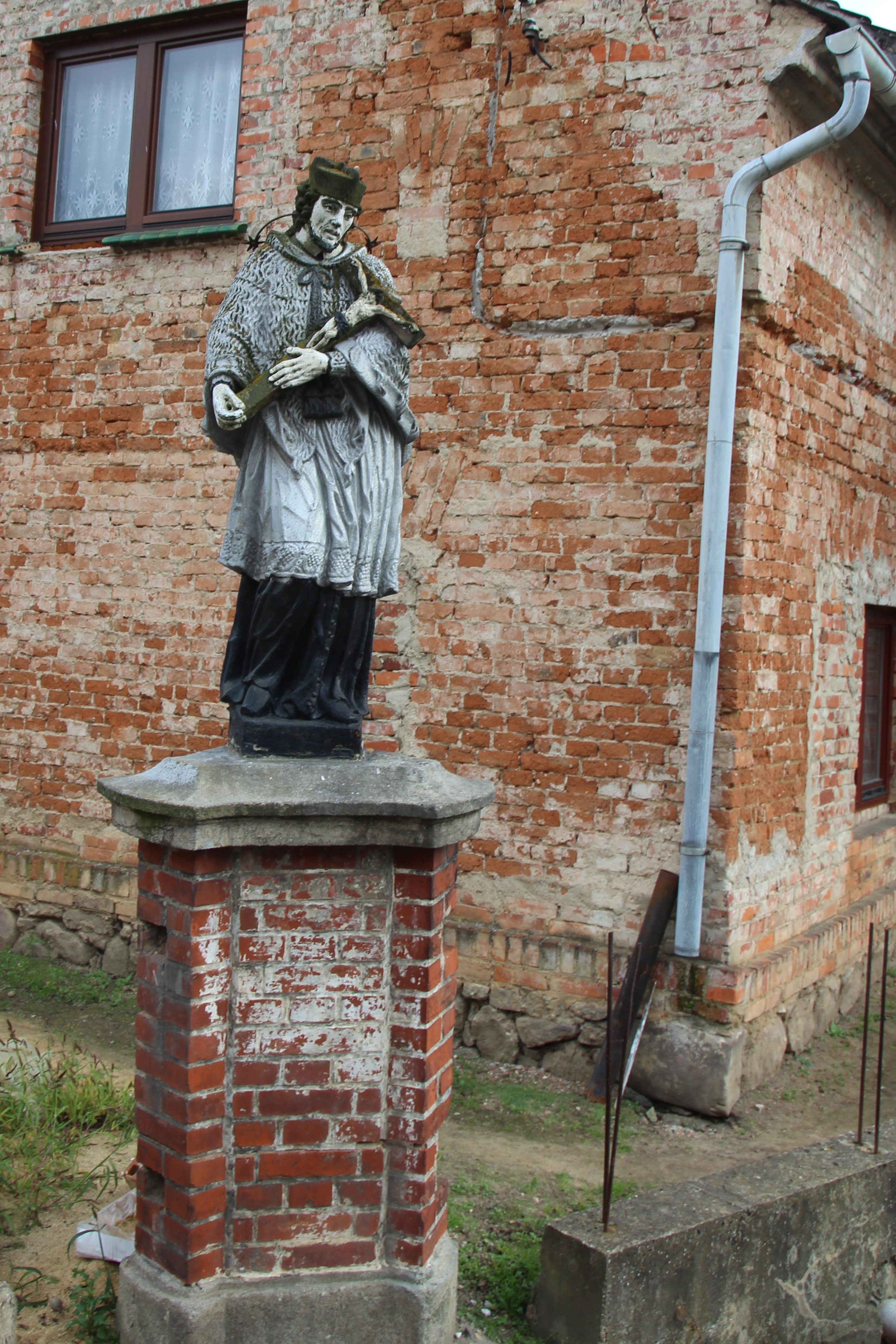
Nepomukstatue

In dem Werk Liber fundationis episcopatus Vratislaviensis aus den Jahren 1295–1305 wird der Ort erstmals als Czessonovitz erwähnt. Für das Jahr 1315 ist die Ortsbezeichnung Zetschonis villa sowie 1374 Czeschinsdorf überliefert.
Nach dem Ersten Schlesischen Krieg 1742 fiel Tscheschdorf mit dem größten Teil Schlesiens an Preußen.
Nach der Neuorganisation der Provinz Schlesien gehörte die Landgemeinde Tscheschdorf ab 1816 zum Landkreis Grottkau im Regierungsbezirk Oppeln. 1845 bestanden im Dorf ein Schloss, ein Vorwerk, eine Brauerei, eine Mühle sowie 64 weitere Häuser. Im gleichen Jahr lebten in Tscheschdorf 348 Menschen, davon neun evangelisch. 1855 lebten 381 Menschen in Tscheschdorf. 1865 bestanden im Ort 30 Gärtner- und 18 Häuslerstellen sowie eine Mühle. Eingeschult und eingepfarrt waren die Bewohner nach Kamnig. 1874 wurde der Amtsbezirk Kamnig gegründet, welcher aus den Landgemeinden Kamnig, Schützendorf und Tscheschdorf und den Gutsbezirken Kamnig (Dominiale), Kamnig (ritterm. Scholtisei), Schützendorf und Tscheschdorf bestand. 1885 zählte Tscheschdorf 279 Einwohner.
1933 lebten in Tscheschdorf 321 Menschen. Am 22. Juli 1936 wurde der Ort im Zuge einer Welle von Ortsumbenennungen der NS-Zeit in Lärchenhain umbenannt. 1939 zählte Lärchenhain 309 Einwohner. Kriegsende 1945 gehörte der Ort zum Landkreis Grottkau.
Als Folge des Zweiten Weltkriegs fiel Lärchenhain 1945 wie der größte Teil Schlesiens unter polnische Verwaltung. Nachfolgend wurde es in Cieszanowice umbenannt und der Woiwodschaft Schlesien angeschlossen. Die deutsche Bevölkerung wurde weitgehend vertrieben. 1950 wurde es der Woiwodschaft Oppeln eingegliedert. 1999 kam der Ort zum wiedergegründeten Powiat Nyski.

## Sehenswürdigkeiten
- Das Schloss Tscheschdorf wurde in der ersten Hälfte des 18. Jahrhunderts erbaut. Das Schloss ist heute eine Ruine.[8] Es steht seit 1965 unter Denkmalschutz.[9]
- Das Schloss ist umgeben von einem 1,9 ha großen Landschaftspark umgeben. Der Park wurde im 19. Jahrhundert angelegt.[8] Dieser steht seit 1983 unter Denkmalschutz.[9]
- Nepomukstatue
- Steinerne Wegekapelle mit Marienstatue
- Steinerne Wegekapelle
- Steinernes Wegekreuz
- Hölzernes Wegekreuz